# 巴地市
巴地市（越南语：／）是越南歷史上巴地頭頓省的省莅。面积91.46平方公里，2017年总人口205192人。

## 地理
巴地市東接隆坦縣，南接頭頓市，北接周德縣，西和西北接富美市。

## 歷史
1832年，明命帝年間，巴地是福绥府府治。法属时期，巴地成为巴地省省莅。越南共和國時期，巴地省改设为福绥省，巴地仍是福绥省莅，隶属周城郡福礼社。
1975年，福绥省并入同奈省。巴地隶属周城县福礼社。
1982年12月8日，同奈省周城县福礼社改制为巴地市镇。
1991年8月12日，以同奈省隆坦县、周城县和川木县3县和头顿-崑岛特区合并为巴地头顿省，巴地市镇作为周城县莅随之划归巴地头顿省管辖。
1994年6月2日，以周城县巴地市镇（除了福新村并入新城县周坡社的部分区域）、隆香社、和隆社（除了泷梂邑和并入周德县义城社的部分区域）、隆福社（除了福中邑和并入周德县多博新经济区的部分区域）和隆坦县隆田市镇隆安邑部分区域析置巴地市社；巴地市镇福兴村、福政村、福新村3村和和隆社部分区域合并为福兴坊，巴地市镇福协村、福连村2村合并为福协坊，巴地市镇福原村、福德村、福城村3村合并为福原坊，巴地市镇隆全村、隆新村、福幸村3村和隆安邑部分区域合并为隆全坊，巴地市镇剩余福中村、𤅶触村2村合并为福中坊；巴地市社下辖福兴坊、福中坊、福协坊、福元坊、隆全坊、隆香社、和隆社、隆福社5坊3社。
2002年10月22日，隆香社分设为隆香坊和金營坊。
2005年6月27日，新城县周坡社部分区域划归巴地市社福兴坊管辖；和隆社部分区域划归福兴管辖，福兴坊部分区域划归福协坊管辖，福原坊部分区域划归福协坊管辖，隆全坊部分区域划归福原坊管辖，福原部分区域划归隆全坊管辖，福中坊部分区域划归隆全坊管辖，福中坊部分区域划归福协坊管辖，福协坊部分区域划归福中坊管辖；福兴坊析置新兴社；隆全坊析置隆心坊。
2007年4月16日，巴地市社被评定为三级城市。
2012年5月2日，巴地頭頓省省莅由頭頓市遷至巴地市社。
2012年8月22日，巴地市社改制为巴地市。
2014年11月27日，巴地市被评定为二级城市。
2024年10月24日，越南国会常务委员会通过决议，自2025年1月1日起，福协坊并入福中坊。
因應2025年行政區劃重組方案，自2025年7月1日起，縣級行政區（包括巴地市）已被廢除，原巴地市轄區則和巴地-頭頓省一同併入胡志明市，並分拆為巴地坊（福興坊、福中坊、福原坊、隆全坊）、隆香坊（原隆香坊、金營坊、新興社）和三隆坊（原隆心坊、和隆社、隆福社）。

## 行政區劃
截至2025年，巴地市下辖7坊3社，市人民委员会位于福中坊。
- 福興坊（Phường Phước Hưng）
- 福中坊（Phường Phước Trung）
- 福原坊（Phường Phước Nguyên）
- 隆香坊（Phường Long Hương）
- 隆全坊（Phường Long Toàn）
- 金營坊（Phường Kim Dinh）
- 隆心坊（Phường Long Tâm）
- 和隆社（Xã Hòa Long）
- 隆福社（Xã Long Phước）
- 新興社（Xã Tân Hưng）

## 經濟
巴地市的農業活動包括咖啡、橡膠、腰果和果樹的種植。巴地市是國道51號、國道52號、國道56號和巴地頭頓省省道52號的交匯處。巴地市同時是貨運交通的交匯點，有輸氣管道流經該市。以燃氣為生產原料或燃料的各種工商業皆可在此發展。